# Chủ nghĩa cộng hòa

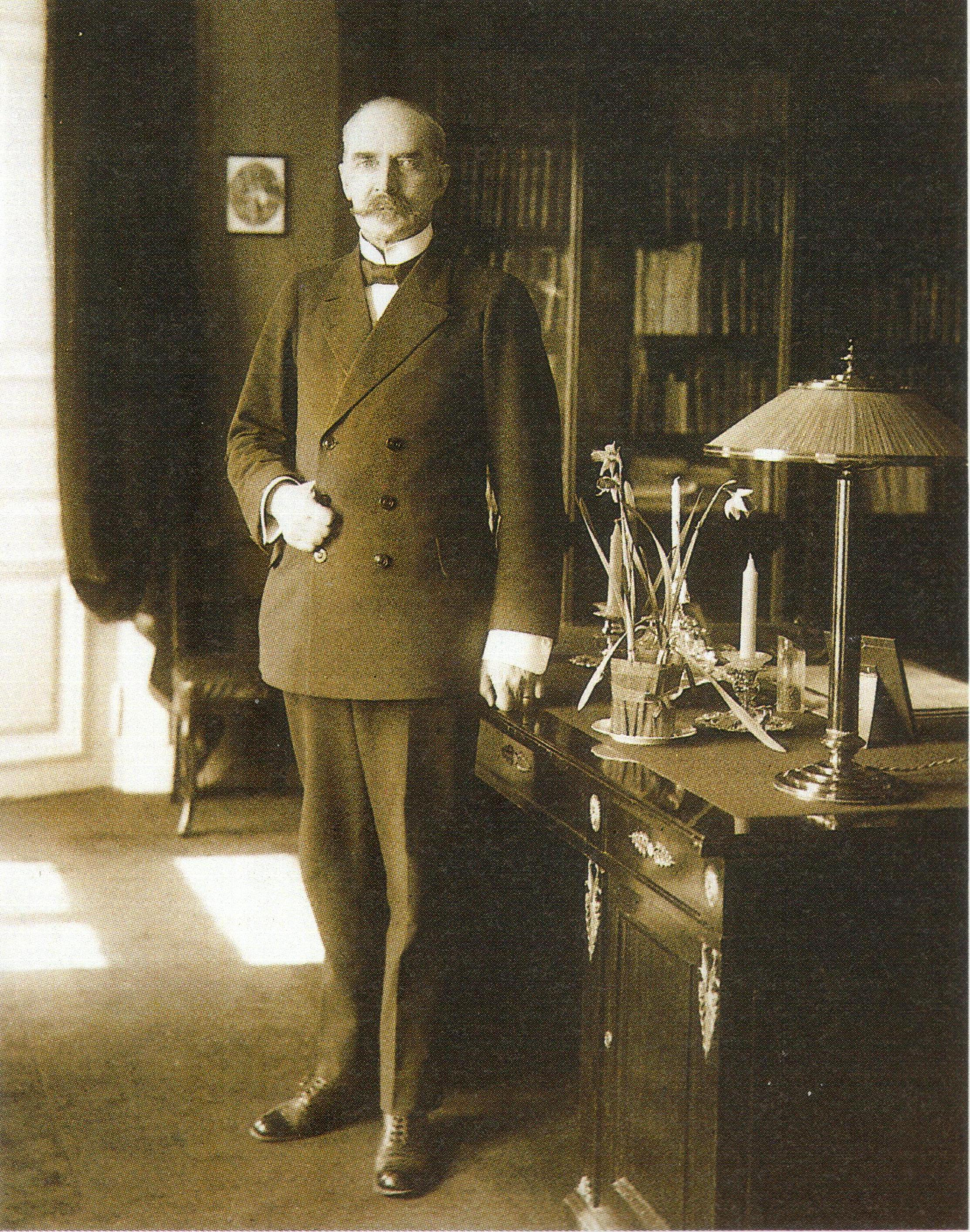
Là một người theo chủ nghĩa dân tộc tự do, Tổng thống Phần Lan K. J. Ståhlberg (1865–1952) là người ủng hộ mạnh mẽ chủ nghĩa cộng hòa.

Chủ nghĩa cộng hòa (tiếng Anh: Republicanism) là một hệ tư tưởng chính trị tập trung vào quyền công dân trong một quốc gia được tổ chức như một nước cộng hòa. Về mặt lịch sử, nó nhấn mạnh ý tưởng tự trị và bao gồm từ quy tắc của thiểu số đại diện hoặc đầu sỏ đến chủ quyền nhân dân. Nó đã có những định nghĩa và cách giải thích khác nhau, và các cách này khác nhau đáng kể dựa trên bối cảnh lịch sử và phương pháp luận.
Chủ nghĩa cộng hòa cũng có thể đề cập đến cách tiếp cận khoa học phi ý thức hệ đối với chính trị và quản trị. Như nhà tư tưởng cộng hòa và tổng thống thứ hai của Hoa Kỳ John Adams phát biểu trong phần giới thiệu cuốn sách nổi tiếng A Defense of the Constitutions of Government of the United States of America (Bảo vệ Hiến pháp của Chính phủ Hợp chủng quốc Hoa Kỳ), "khoa học về chính trị là khoa học về hạnh phúc xã hội" và một nền cộng hòa là hình thức chính phủ đạt được khi khoa học về chính trị được áp dụng một cách thích hợp để tạo ra một chính phủ được thiết kế hợp lý. Thay vì mang tính ý thức hệ, cách tiếp cận này tập trung vào việc áp dụng một phương pháp khoa học cho các vấn đề quản trị thông qua nghiên cứu nghiêm ngặt và áp dụng kinh nghiệm và thử nghiệm trong quá khứ trong quản trị. Đây là cách tiếp cận có thể được mô tả tốt nhất để các nhà tư tưởng cộng hòa áp dụng, như Niccolò Machiavelli (được thể hiện rõ trong Discourses on Livy), John Adams và James Madison.
Từ "republic" (cộng hòa) bắt nguồn từ cụm danh từ Latinh res publica (công sản), dùng để chỉ hệ thống chính quyền xuất hiện vào thế kỷ 6 TCN, sau khi Lucius Junius Brutus và Collatinus trục xuất các vị vua La Mã.
Hình thức chính phủ này ở nhà nước La Mã đã sụp đổ vào cuối thế kỷ 1 TCN, nhường chỗ cho chế độ quân chủ về hình thức, nếu không muốn nói là trên danh nghĩa. Các nền cộng hòa được tái lập sau đó, chẳng hạn như Firenze thời Phục hưng hay nước Anh thời kỳ đầu hiện đại. Quan điểm về một nước cộng hòa đã trở thành một tư tưởng mạnh mẽ ở các thuộc địa Bắc Mỹ của Anh, nơi nó góp phần vào cuộc Cách mạng Mỹ. Ở châu Âu, nó đã đạt được ảnh hưởng to lớn thông qua Cách mạng Pháp và thông qua Đệ Nhất Cộng hòa Pháp (1792–1804).